# Hárbardsljód

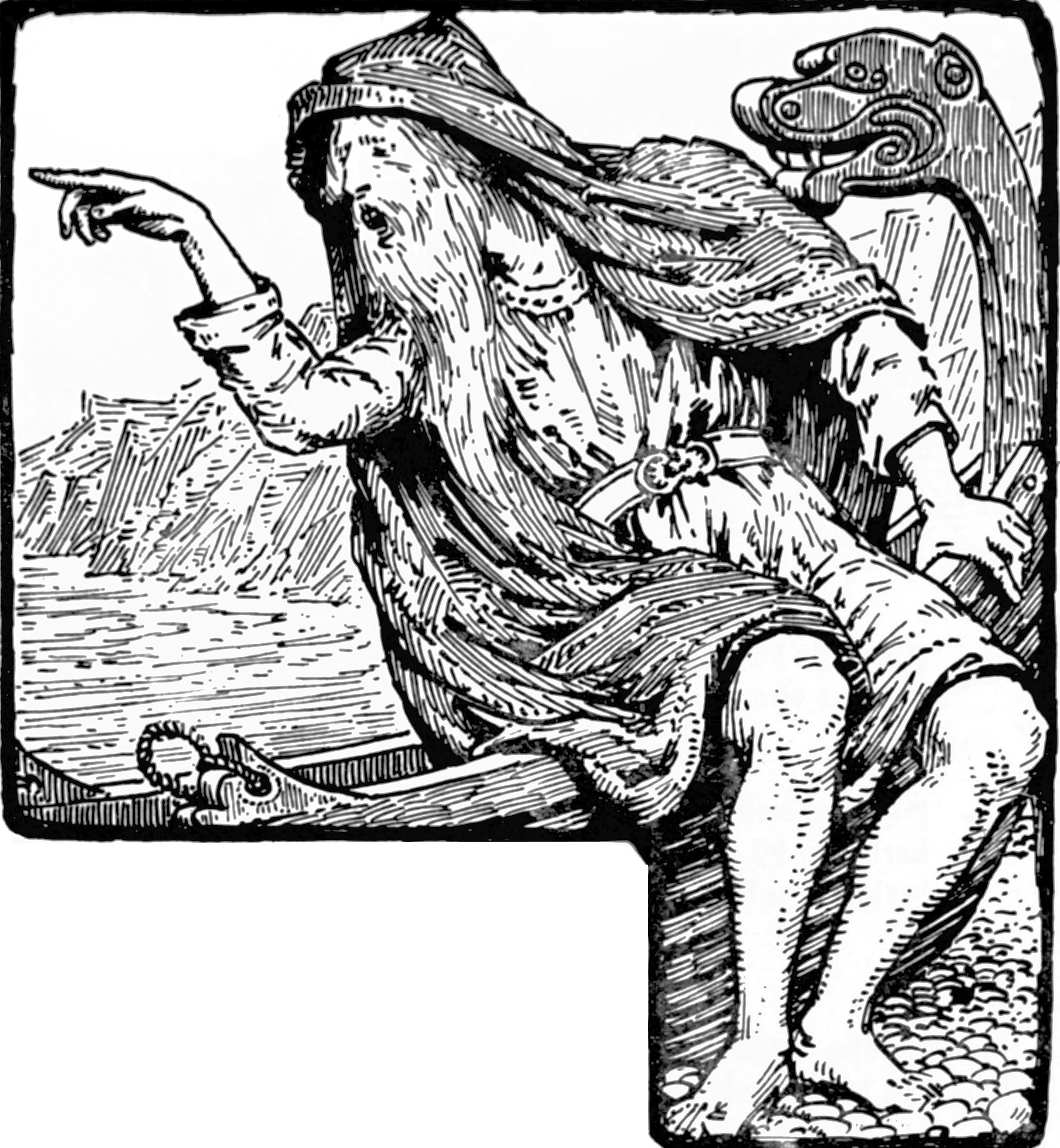
Barbagrís se burla de Thor.

Hárbardsljód (nórdico antiguo Hárbarðsljóð; el Canto de Hárbardr o el poema de Barba Gris) es uno de los poemas de la Edda poética encontrado en el Codex Regius y en el manuscrito AM 748 I 4.º. Es un poema de acusaciones e insultos con figuras de la mitología nórdica.
En una interpretación convencional del poema, las deidades de Odín y Thor compiten una contra otra. Odín, disfrazado como Hárbardr (Barbagrís), un barquero rudo y ofensivo hacia Thor, quien está regresando al Asgard luego de un viaje a Jötunheimr, la tierra de los gigantes. Hárbardr presume de sus habilidades sexuales, sus poderes mágicos y su destreza táctica. Thor le cuenta cómo derrotó a los gigantes. 
En esta escena de Hárbardsljód, el poema parece señalar un marcado contraste entre dos de los principales dioses de la cosmología nórdica; Odín, el astuto belicista, y Thor, el protector de los mortales de los ataques de los gigantes.
Algunos de los primeros comentaristas, incluyendo a Viktor Rydberg, argumentaron que es dudoso que se hubiese asignado a Odín el rol de Hárbardr; siendo que muchas de las características de Hárbardr son más semejantes a Loki que a Odín.  Por ejemplo, durante todo el transcurso de Hárbardsljód, Hárbardr presume de su destreza y fama entre las mujeres, como lo hace Loki en Lokasenna y ambos, tanto Lokasenna como Hárbardsljód acusan a la esposa de Thor, Sif de adulterio.
El poema está significativamente menos estructurado que la mayoría de los poemas éddicos, y está predominantemente escrito en una forma métrica conocida como málaháttr o «estilo coloquial». Sin embargo también pueden discernirse otras formas métricas, además parte del texto está en prosa.